# Over de ziel

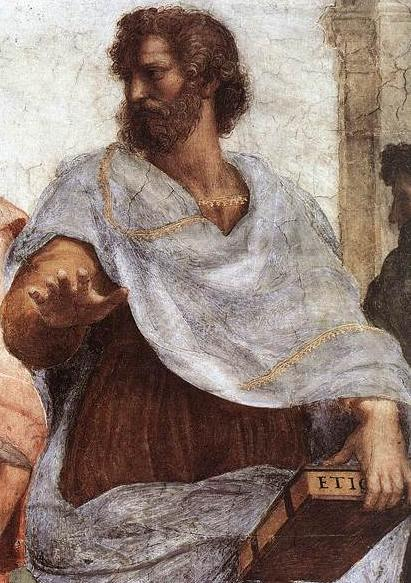
Aristoteles in de schildering De school van Athene door kunstenaar Rafaël.

Over de ziel (Latijn: De Anima) is een belangrijk werk van Aristoteles, geschreven rond 350 v.Chr. In zijn werk stelt Aristoteles de vraag wat de ziel nu eigenlijk is. Niet alleen de ziel van mensen, maar ook die van dieren en zelfs die van planten. De vraag valt voor hem uiteen in de vraag naar wat het is dat iets dat leeft levend maakt, wat het is waardoor dieren en mensen kennen, wat het is waardoor mensen denken, en waardoor we verlangen en waarop het verlangen uiteindelijk gericht is.

## Aristoteles' onderzoek
Na een grondig onderzoek omschrijft Aristoteles de ziel als "de vorm of de structuur van een natuurlijk lichaam dat als mogelijkheid leven heeft", waarbij leven "het vermogen tot zelfbehoud, groei en voortplanting" betekent. De ziel zou het levensprincipe zijn dat zich van het lichaam als een instrument bedient om haar functies uit te oefenen. Vooraf wijdt Aristoteles een onderzoek aan wat filosofen, zoals Plato, Empedocles, Democritus, en religieuze stromingen, zoals het orfisme, over de ziel hebben gezegd. In eerste instantie wijst hij hun opvattingen af, maar later lijkt hij er toch door geïnspireerd te zijn.

## Planten, dieren en mensen
De dialoog van Aristoteles concentreert zich op de soorten zielen waarover verschillende soorten levende wezens beschikken, die zich onderscheiden door hun verschillende werkingen. Planten hebben met hun vegetatieve ziel het vermogen tot voeding en voortplanting, het minimum dat elk levend organisme moet bezitten. Dieren hebben met hun affectieve ziel daarnaast het vermogen tot zintuiglijke waarneming en zelfbeweeglijkheid. De mens heeft met zijn rationele ziel al deze vermogens, alsmede het intellect, dat onder andere gaat over gedachten en zelfreflectie.

## De ziel
Aristoteles stelt dat de ziel de vorm of de essentie van elk levend wezen is, en geen aparte stof van het lichaam waarin het zich bevindt. De ziel is volgens hem een onherleidbaar beginsel dat de levenloze materie tot een organisme maakt, dat gericht is op een ontwikkeling van zijn mogelijkheden, waarin elk onderdeel dankzij de ziel een functie en een betekenis heeft. Het is de aanwezigheid van een ziel, van een specifieke soort, die van een organisme een organisme maakt, en daarom zou het idee van een lichaam zonder ziel, of van een ziel in een onjuist soort lichaam, onbegrijpelijk zijn.
Aristoteles' opvatting van de ziel is slechts in de verte verwant aan de ideeën die tegenwoordig vaak met het concept worden geassocieerd. Hij beschouwde de ziel als de vorm of essentie van levende wezens. Dus: de ziel is niet gescheiden van het lichaam waarin ze is, en heeft geen onafhankelijk bestaan. Een organisme wordt een organisme juist omdat het een ziel heeft, en dus is het idee van een lichaam zonder ziel of van een ziel zonder lichaam eenvoudigweg onmogelijk. Aristoteles speculeert echter dat sommige delen van de ziel, het rationele deel, kunnen worden beschouwd als zijnde zonder lichaam, maar andere delen niet. In ieder geval staat deze opvatting van de ziel ver van het idee dat later wordt geassocieerd met de ziel als een soort spirituele substantie die het lichaam 'bewoont'. Sommige commentatoren hebben inderdaad gesuggereerd dat Aristoteles' concept van de ziel moet worden vertaald als bijvoorbeeld 'levenskracht'.

## Nederlandse vertalingen
- Aristoteles, De ziel, vert. Jan van Ophuijsen, 2012. ISBN 9065540067
- Aristoteles, De ziel, vert. Ben Schomakers, 2000. ISBN 9055731285 (herzien 2013)
- Aristoteles' verhandeling over de ziel, vert. I.J.M. van den Berg, Nijmegen, Dekker en van de Vegt, 1953